# Place d'Italie (stanice metra v Paříži)
Place d'Italie je významná přestupní stanice pařížského metra mezi linkami 5, 6 a 7 na jihu Paříže ve 13. obvodu v Paříži. Rozsáhlá síť nástupišť a chodeb se nachází pod náměstím Place d'Italie. V roce 2004 byla s 13,10 milióny cestujících osmou nejrušnější stanicí zdejšího metra. Pro linku 5 je to jižní konečná stanice.

## Historie

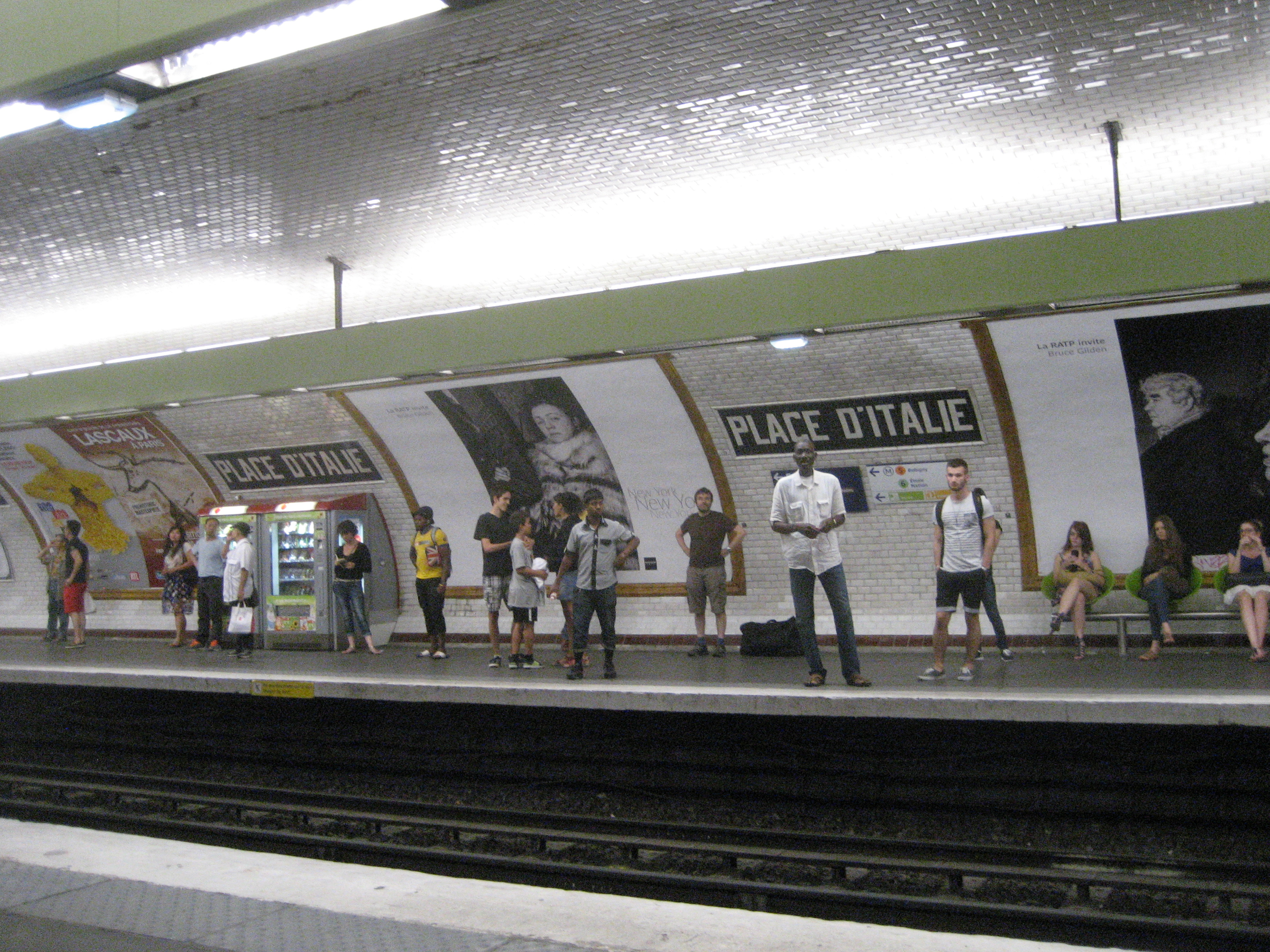
Place d'Italie

Stanice byla otevřena 24. dubna 1906 jako součást úseku tehdejší linky 2 Sud (2 Jih) v úseku Passy – Place d'Italie. Krátce na to – 2. června bylo otevřeno nástupiště nové linky 5, která vedla do Gare d'Orléans (nyní Gare d'Austerlitz). Tato linka zde začínala, má zde proto smyčku a její nástupiště je postavené do oblouku. 4. října 1907 byla ale dosavadní linka 2 Sud mezi stanicemi Étoile a Place d'Italie připojena k lince 5 a nástupiště linky 2 Sud se přestala používat.
Dne 1. března 1909 byla otevřena nová linka 6 mezi Place d'Italie (kde využívala staré nástupiště linky 2 Sud) a Nation. Kvůli konání koloniální výstavy byl od 17. května do 6. prosince 1931 úsek Place d'Italie – Étoile dočasně odpojen od linky 5 spojen s linkou 6. Teprve 6. října 1942 došlo k tomuto spojení opět a natrvalo. Linka 6 protíná náměstí ve směru východ-západ a její nástupiště se nachází na východní straně náměstí u Boulevardu Vincent-Auriol.
Mezitím došlo 15. února 1930 k otevření stanice pro linku 10, která sem byla prodloužena ze stanice Odéon. Od 26. dubna 1931 je ovšem úsek mezi Place Monge a Porte de Choisy součástí linky 7. Linka 7 je orientována směrem sever-jih a nástupiště je u Avenue d'Italie.
V období 25. června – 2. září 2007 bylo nástupiště linky 5 uzavřeno kvůli úpravě smyčky. Po tuto dobu byla konečnou stanicí sousední Campo-Formio. U linky 5 se počítá s jejím prodloužením na jih někdy v letech 2021–2027. Toto rozšíření bude ovšem technicky náročné, neboť linka 5 bude muset křížit tunel s linkou 6 a obě jsou nyní v podzemí na stejné úrovni.

## Název
Stanice byla pojmenována po kruhovém náměstí, na kterém se kříží pět významných ulic: Avenue d'Italie, Boulevard Auguste-Blanqui, Avenue des Gobelins, Boulevard de l'Hôpital a Boulevard Vincent-Auriol. Vycházela odtud hlavní silnice, která vedla z Paříže do Itálie.

## Vstupy
Stanice má čtyři přístupy:
- Rue Bobillot č. 2
- Place d'Italie č. 2
- Boulevard Vincent-Auriol č. 182
- Boulevard de l'Hôpital č. 146